# Honório Carneiro Leão
Pour les articles homonymes, voir Carneiro (homonymie) et Leão.
Honório Hermeto Carneiro Leão, marquis de Paraná, (11 janvier 1801 - 3 septembre 1856) est un homme d'État brésilien, diplomate, juge et monarchiste de la période de l'empire du Brésil (1822-1889). Paraná est né dans une famille de São Carlos do Jacuí dans ce qui était la capitainerie du Minas Gerais. Après avoir étudié à l'université de Coimbra au Portugal, Paraná revient au Brésil où il est nommé juge de cour d’appel en 1826. En 1830, il est élu pour représenter le Minas Gerais à la chambre des députés ; il y est réélu en 1834 et en 1838 et conserve son poste jusqu'en 1841.
À la suite de l'abdication de Pierre Ier en 1831, son fils, Pierre II, monte sur le trône. Comme il n'a que six ans, une régence est mise en place mais le pays sombre rapidement dans le chaos. Paraná fonde un parti politique en 1837 appelé le parti réactionnaire qui évolue en parti de l'ordre au début des années 1840 puis en parti conservateur au milieu des années 1850. Sa défense inconditionnelle de la constitution permet au pays de traverser une régence troublée par les révoltes et les luttes de pouvoir qui auraient facilement pu déboucher sur l'instauration d'une dictature. Nommé président de la province de Rio de Janeiro en 1841, Paraná réprime une révolte menée par le parti libéral l'année suivante. En 1842, il est élu sénateur du Minas Gerais et est nommé au conseil privé de Pierre II. En 1843, il devient de facto le premier président (premier ministre) du conseil des ministres mais il démissionne à la suite d'une querelle avec l'empereur.
Après plusieurs années dans l'opposition, Paraná est nommé président de la province de Pernambouc par le gouvernement national pour enquêter sur une révolte libérale ayant eu lieu l'année précédente et mettre en place un procès équitable des rebelles. Ayant perdu une grande partie de son influence au sein de son parti, Paraná accepte le poste en espérant pouvoir regagner son pouvoir. Le Brésil étant pacifié, il est envoyé en Uruguay en 1851 pour forger une alliance avec ce pays et les provinces argentines rebelles de Corrientes et d'Entre Ríos contre la confédération argentine. L'alliance est victorieuse et l'empereur anoblit Paraná.
En 1853, Paraná est de nouveau nommé président du conseil des ministres à la tête d'un cabinet efficace et il devient l'homme politique le plus puissant du pays. Il défend une réforme électorale qui affaiblit le pouvoir législatif et doit faire face une forte opposition de ses collègues qui débouche sur une quasi-scission du parti conservateur. Il décède subitement le 3 septembre 1856 alors qu'il est toujours au pouvoir et à l'apogée de sa carrière politique. Il est largement considéré par les historiens comme l'un des hommes politiques les plus influents de son époque et l'un des plus grands hommes d'état de l'histoire brésilienne.

## Jeunesse

### Naissance et enfance
Honório Hermeto Carneiro Leão est né le 11 janvier 1801 dans la freguesia (paroisse) de São Carlos do Jacuí, Minas Gerais, alors une capitainerie (puis province) de la colonie portugaise du Brésil. Nommé d'après Saint Honorata,, Honório Hermeto était le fils d'Antônio Neto Carneiro Leão et de Joana Severina Augusta de Lemos. Du côté de son père, il descendait du puissant clan portugais des Carneiro Leão qui s'était établi au Brésil au XVIIe siècle. Antônio Neto était cependant moins prospère que les membres de sa famille car en 1801, il n'était qu'un officier pauvre de l'armée avec le grade de sergent-fourrier,. Son caractère irritable et sa forte personnalité étaient un obstacle à son avancement et entraînèrent, à une occasion, son arrestation pour insubordination.
Honório Hermeto habita un temps à Paracatu avant de déménager à Vila Rica (aujourd'hui Ouro Preto), alors la capitale du Minas Gerais, où il passa sa jeunesse et son adolescence,. Sa mère mourut le 10 février 1806 et son père se remaria le 11 janvier 1807 avec Rita de Cássia Soares do Couto, la fille de la sœur de son ancienne épouse,,. Honório Hermeto considérait Rita de Cássia comme sa mère et son père, le colonel Nicolau Soares Couto, fut son véritable tuteur. Honório Hermeto avait une sœur aînée, Balbina,, ainsi que trois demi-sœurs et un demi-frère, Nicolau Neto Carneiro Leão (par la suite baron de Santa Maria), issus du second mariage de son père,.

### Éducation
À l'âge de 16 ans, Honório Hermeto devint lieutenant et porte-drapeau du second régiment de cavalerie milicienne de Vila Rica. Antônio Neto fit de gros efforts pour que son fils reçoive une éducation supérieure à ce que les ressources financières limitées de sa famille pouvaient laisser espérer. La promotion d'Antônio Neto au grade de capitaine en 1819 améliora ses finances et lui permit d'envoyer son fils aîné au Portugal à la faculté de droit de l'université de Coimbra en 1820 mettant ainsi un terme à la courte carrière militaire d'Honório Hermeto,. Il se révéla un excellent étudiant et il rencontra plusieurs Brésiliens à Coimbra dont Paulino Soares de Sousa (qui devint l'un de ses meilleurs alliés et plus tard Ier vicomte d'Uruguai) et Aureliano de Sousa Oliveira Coutinho (plus tard vicomte de Sepetiba).
Durant la révolution libérale portugaise de 1820, il défendit les constitutionnalistes qui promouvaient une constitution nationale pour limiter les pouvoirs de la monarchie portugaise contre les absolutistes qui privilégiaient une monarchie absolue. On ne sait cependant pas s'il prit activement part au soulevement et si oui, dans quelle mesure. Honório Hermeto fut membre d'une société secrète appelée A Gruta (La Tanière) fondée par des étudiants brésiliens à Coimbra dont l'objectif était de transformer le Brésil en république. Son républicanisme s'affaiblit avec le temps et il devint ensuite un fervent monarchiste.
Honório Hermeto obtint son baccalauréat universitaire en droit en 1824 et sa licence le 18 juin 1825. Il avait également travaillé dans un cabinet d'avocats durant quelques mois. Il rentra au Brésil le 8 août 1825 avec d'autres diplômés dont Aureliano Coutinho et Joaquim Rodrigues Torres (qui fonda par la suite le parti conservateur avec Honório Hermeto et devint vicomte d'Itaboraí). Durant le séjour d'Honório Hermeto en Europe, son pays natal avait obtenu son indépendance du Portugal et était devenu l'empire du Brésil.

## Entrée en politique

### Magistrat et homme politique
Le 20 mai 1826, Honório Hermeto épousa sa cousine germaine âgée de 17 ans, Maria Henriqueta Neto, la fille de João Neto Carneiro Leme, le frère de son père. À la différence de son frère, João Neto était un homme riche et influent,. Honório Hermeto et Maria Henriqueta eurent cinq enfants : Honório, Henrique (par la suite baron de Paraná), Maria Emília, Maria Henriqueta et Pedro. Cette union avantageuse permit à Honório Hermeto de devenir propriétaire d'esclaves en reprenant les activités de son oncle parmi lesquelles figuraient le commerce des esclaves et dans les années 1830, il acheta une ferme productrice de café dans la province de Rio de Janeiro. Le café devint rapidement le principal produit d'exportation du Brésil et sa culture devint très lucrative,.
Honório Hermeto suivit le parcours typique des Brésiliens de l'époque qui devinrent riches grâce à leurs connexions familiales et au clientélisme : une carrière judiciaire avec l'espoir d'entrer en politique. Le 14 octobre 1826, il fut nommé pour trois ans au poste de Juiz de Fora (magistrat) d'une juridiction de trois villages dans la province de São Paulo. Le 25 aout 1828, Honório Hermeto quitta São Paulo après avoir été promu au poste d'Auditor da Marinha (juge de l'Amirauté) à Rio de Janeiro, la capitale impériale située dans la province du même nom. Ses activités à São Paulo et Rio de Janeiro lui permirent d'élargir ses connexions. L'empereur Pierre Ier le nomma Ouvidor (juge supérieur) à la fin de l'année 1828 et Desembargador (juge d'appel régional) en 1829, un poste qu'Honório Hermeto conserva jusqu'à sa retraite en 1848.
Bien établi dans la capitale impériale, Honório Hermeto fit campagne en 1829 pour devenir député général (membre de la chambre des députés, la chambre basse du parlement brésilien) représentant son Minas Gerais natal. Il fut élu et son mandat commença en avril 1830. Il devint membre du parti libéral qui s'opposait à Pierre Ier et à ses politiques. En tant que député, Honório Hermeto resta discret durant les deux premières années car il était éclipsé par Bernardo Pereira de Vasconcelos, le chef des députés représentant le Minas Gerais. Petit, mince et affligé d'un trouble de la parole, Honório Hermeto apparaissait comme un personnage anodin au premier abord. Comme son père, il était entêté, opiniâtre et souvent blessant. Il possédait cependant une forte confiance en soi et un puissant charisme et son énergie, son intelligence et sa perspicacité en faisaient un chef né,,.

### Défenseur de la constitution

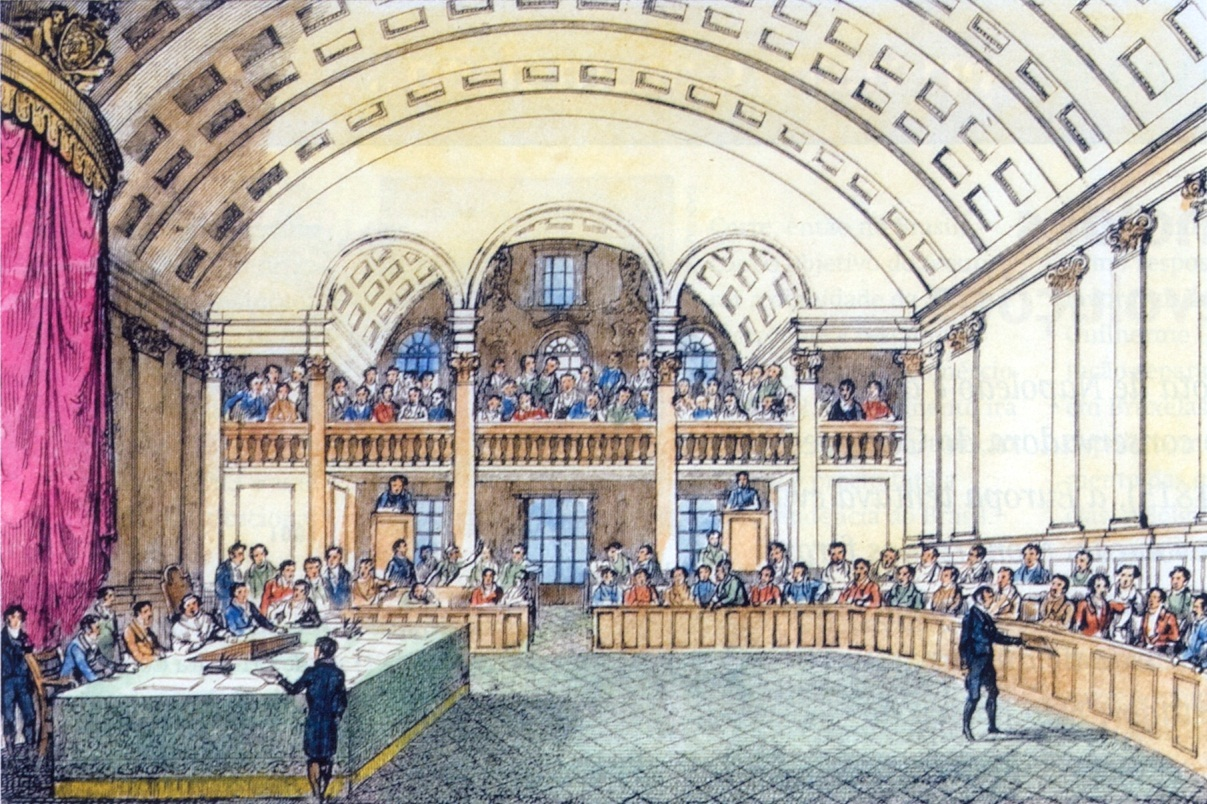
La chambre des députés, la chambre basse du parlement de l'empire du Brésil.

Du fait de l'affaiblissement de sa position politique et de ses propres motivations personnelles, Pierre Ier abdiqua le 7 avril 1831 et s'embarqua pour l'Europe,. Sans la présence de l'ancien empereur, l'aile radicale du parti libéral fit sécession. Pour se différencier de ces radicaux, le parti libéral se renomma parti modéré,. Comme le nouvel empereur, Pierre II, n'avait que cinq ans, une régence sans réels pouvoirs fut instaurée. Cela déboucha sur neuf années de chaos durant lesquelles le pays fut ravagé par les révoltes et les tentatives de coup d'état fomentées par diverses factions politiques,. Honório Hermeto joua un rôle décisif dans la gestion de deux crises importantes. La première eut lieu le 19 juillet 1831 lorsqu'un groupe de radicaux et d'officiers de l’armée présentèrent à la chambre des députés une liste de 89 Brésiliens, dont des sénateurs, devant être exilés. À ce moment, Honório Hermeto se leva et prit la parole. Devenu adulte, Pierre II se rappela que son « style d'expression était inélégant et qu'il bégayait ; mais cela disparaissait lorsqu'il était excité et ses arguments étaient toujours acérés ; quelqu'un fit remarquer qu'[Honório Hermeto], le marquis de Paraná, lorsqu'il bégayait, répétait ses arguments ».
Honório Hermeto réalisa quatre discours au cours de cette journée dans lesquels il pressa le gouvernement de refuser ces demandes illégales. Il affirma que « ni un sénateur ni le plus humble des citoyens de la classe la plus inférieure ne peuvent être exilés sans avoir été jugés et condamnés » et conclut que la « constitution établit des droits et des devoirs et, que pour conserver les premiers, les citoyens doivent satisfaire aux seconds ; tant que ces derniers sont remplis, personne ne peut être privé de [ses droits]. Même lorsqu'un citoyen est un scélérat, ses droits doivent être respectés car ces derniers ne sont pas les siens mais appartiennent à tous ». Tous les députés sauf un soutinrent Honório Hermeto ; l'incident fut réglé et plusieurs unités de l'armée furent dissoutes.
La seconde crise eut lieu le 30 juillet 1832. Un amendement constitutionnel en faveur de plus larges réformes fut voté et approuvé par la chambre des députés mais devait faire face à une forte opposition du sénat. Diogo Antônio Feijó et Aureliano Coutinho, deux modérés, planifièrent un coup d'État pour donner au premier des pouvoirs dictatoriaux afin de contourner le sénat et faire appliquer immédiatement l'amendement. Certains députés modérés, de concert avec Feijó, présentèrent une proposition devant la chambre pour transformer le parlement en assemblée constituante chargée de rédiger une nouvelle constitution,. Honório Hermeto appela ses collègues députés à défendre la constitution et à ne faire des changements que par les processus légaux : « Nous n'avons pas besoin d'attaquer l'ordre légal et les principes [constitutionnels] : nous pouvons faire des lois équitables... et dans l'estimée constitution nous avons des moyens légaux et surs de donner à la nation ce dont elle a besoin ». Il supplia ensuite, « Ne la violons pas [la constitution], car elle est notre seule protection, ». Il rallia les députés à sa vision et la tentative de coup d'état échoua lors du rejet de la proposition inconstitutionnelle,,.

## Évolution vers le conservatisme

### Genèse du parti conservateur

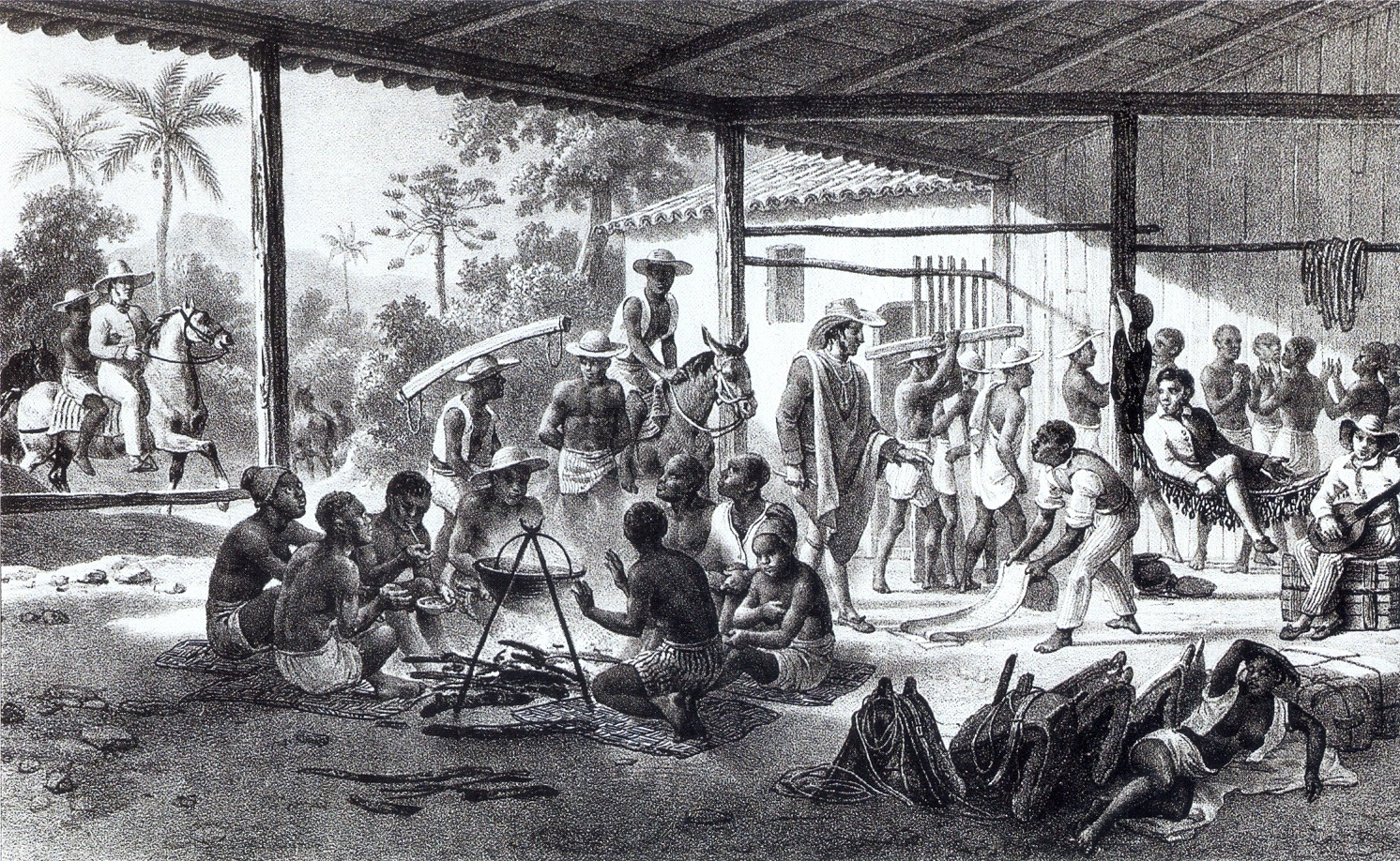
Esclaves se reposant sur le chemin des fermes des propriétaires terriens qui les avaient achetés. Le parti politique d'Honório Hermeto avait des liens étroits avec les familles de planteurs et de marchands pour lesquelles l'esclavage était un élément clé de leurs opérations.

Honório Hermeto, alors un homme politique influent, fut nommé ministre de la justice le 13 septembre 1832 le plaçant ainsi de fait à la tête du cabinet. Il démissionna au bout de huit mois pour éviter d'être impliqué dans les conséquences d'un soulèvement au Minas Gerais auquel avait participé l'un des membres de sa famille. Vasconcelos 
avait affaibli la position d'Honório Hermeto en propageant des rumeurs le liant au soulèvement. Honório Hermeto abandonna son poste le 14 mai 1833 pour se concentrer au renforcement de sa position au Minas Gerais, et il fut élu pour un nouveau mandat de député général.
L'amendement constitutionnel appelée Loi Additionnelle fut promulgué le 12 août 1834. Ce texte modérait certains aspects autoritaires de la constitution et renforçait l'autonomie des provinces mais il eut des conséquences inattendues et catastrophiques. Les gouvernements locaux autonomes devinrent de nouveaux lieux d'opposition entre les partis politiques. Le transfert de pouvoir vers les gouvernements provinciaux stimula les ambitions des personnalités politiques locales et entraîna des révoltes dans le sud et le nord de l'Empire. Le parti qui dominait les provinces pouvait prendre le contrôle des systèmes électoraux et politiques. Les partis battus lors des élections refusaient d'être écartés et se rebellaient pour prendre le pouvoir par la force,.
Honório Hermeto et plusieurs autres modérés votèrent contre la Loi Additionnelle car ils considéraient que ses réformes profondes seraient plus néfastes que bénéfiques,. Le parti modéré sombrait dans le désordre et Honório Hermeto mena la sécession des modérés conservateurs lorsque Feijó remporta la course pour la position de régent unique au début de l'année 1835. Honório Hermeto était impatient de pouvoir contrecarrer ce qu'il décrivit comme « le triomphe du traître qui fit le 30 juillet [tentative de coup d'état de 1832] pour abattre de manière ignominieuse la régence qui l'a nommé ».
L'opposition des modérés conservateurs à Feijó avait des liens étroits avec les familles de planteurs de canne à sucre et de café du sud-est et du nord-est brésilien. Ces groupes possédaient une large influence politique, sociale et économique. Ils commencèrent à voir que leurs intérêts seraient mieux défendus par des hommes comme Honório Hermeto, qui étaient des planteurs comme eux, des personnes qui défendaient le commerce esclavagiste avec l'Afrique et désiraient un État centralisé capable de faire régner l'ordre. Le bouillant Honório Hermeto ravala sa fierté et mit de côté ses désaccords avec Vasconcelos pour former une alliance. Surnommé le parti réactionnaire par Feijó et ses alliés en 1837, l'opposition modérée conservatrice née à la fin de l'année 1834 était la base de ce qui deviendra le parti de l'ordre (vers 1843) et finalement le parti conservateur (vers 1853).

### Chef de parti à la chambre des députés

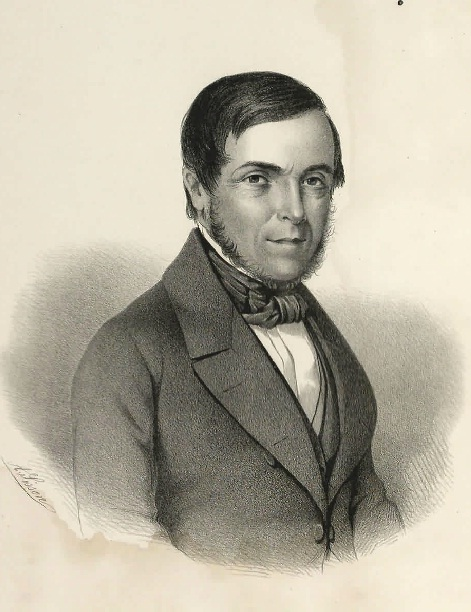
Honório Hermeto Carneiro Leão vers 1833

L'administration Feijó fut incapable de réprimer les révoltes dans le nord et le sud. En 1837, la crédibilité de son gouvernement et les soutiens dont il disposait avaient disparu,. Feijó démissionna en août 1837 et Pedro de Araújo Lima (plus tard marquis d'Olinda), un réactionnaire de la province de Pernambouc, devint régent par intérim et fut élu à ce poste l'année suivante. Il nomma ses collègues à des postes ministériels. Honório Hermeto, qui avait été élu pour un autre mandat de député général jusqu'en 1841 resta à la chambre en tant que chef du parti pour soutenir le nouveau cabinet réactionnaire. Le parti modéré s'effondra et les modérés de Feijó s'allièrent avec des groupes avec lesquels ils n’avaient aucune idéologie commune. À la fin des années 1830 et au début des années 1840, cette alliance se transforma en second parti libéral.
Le parti réactionnaire (les anciens éléments conservateurs dissidents au sein du parti modéré) votèrent l'Interprétation de la Loi Additionnelle qui fut suivie par la réforme du code des procédures criminelles. Les deux lois, ajoutées à la Loi Additionnelle de 1834, auraient permis au gouvernement national de réaffirmer son contrôle sur la police et la justice des provinces. Elles lui aurait également donné les moyens de gérer efficacement les révoltes provinciales et aurait renforcé son influence sur les gouvernements locaux. En retour le parti au pouvoir assurerait sa domination sur les politiques nationales par le biais du clientélisme,. Craignant que leurs adversaire ne restent au pouvoir indéfiniment, les libéraux commencèrent à demander que le Pierre II atteignent sa majorité avant l'âge prévu. Ils espéraient ainsi renforcer leur pouvoir en supprimant la régence et en influençant directement le jeune empereur,. Vers la fin, les libéraux s'allièrent avec la Facção Áulica (faction courtisane), menée par Aureliano Coutinho (l'allié de Feijó lors de la tentative de coup d'état de 1832,).
Honório Hermeto vit ce nouveau mouvement majoritaire comme « une tentative... égale à celle du 30 juillet [coup d'état de 1832] ». Comme en 1832, Honório Hermeto fonda sa défense sur la constitution contre cette menace au système politique. En mai 1840, il proposa un amendement constitutionnel qui permettrait au monarque d'atteindre la majorité et d'avoir tous ses pouvoirs à un plus jeune âge. La lenteur du processus de vote d'un amendement constitutionnel assurait que le parti réactionnaire continuerait de contrôler le gouvernement au moins jusqu'en 1842 à la fin du mandat de régent de Araújo Lima,. Face à la virulente opposition des libéraux, Honório Hermeto retira sa proposition,. Les pressions politiques et populaires de même que des menaces physiques entraînèrent la déclaration inconstitutionnelle de la majorité de Pierre II à l'âge de 14 ans le 23 juillet 1840.

## Accession au pouvoir et chute

### Révoltes libérales de 1842

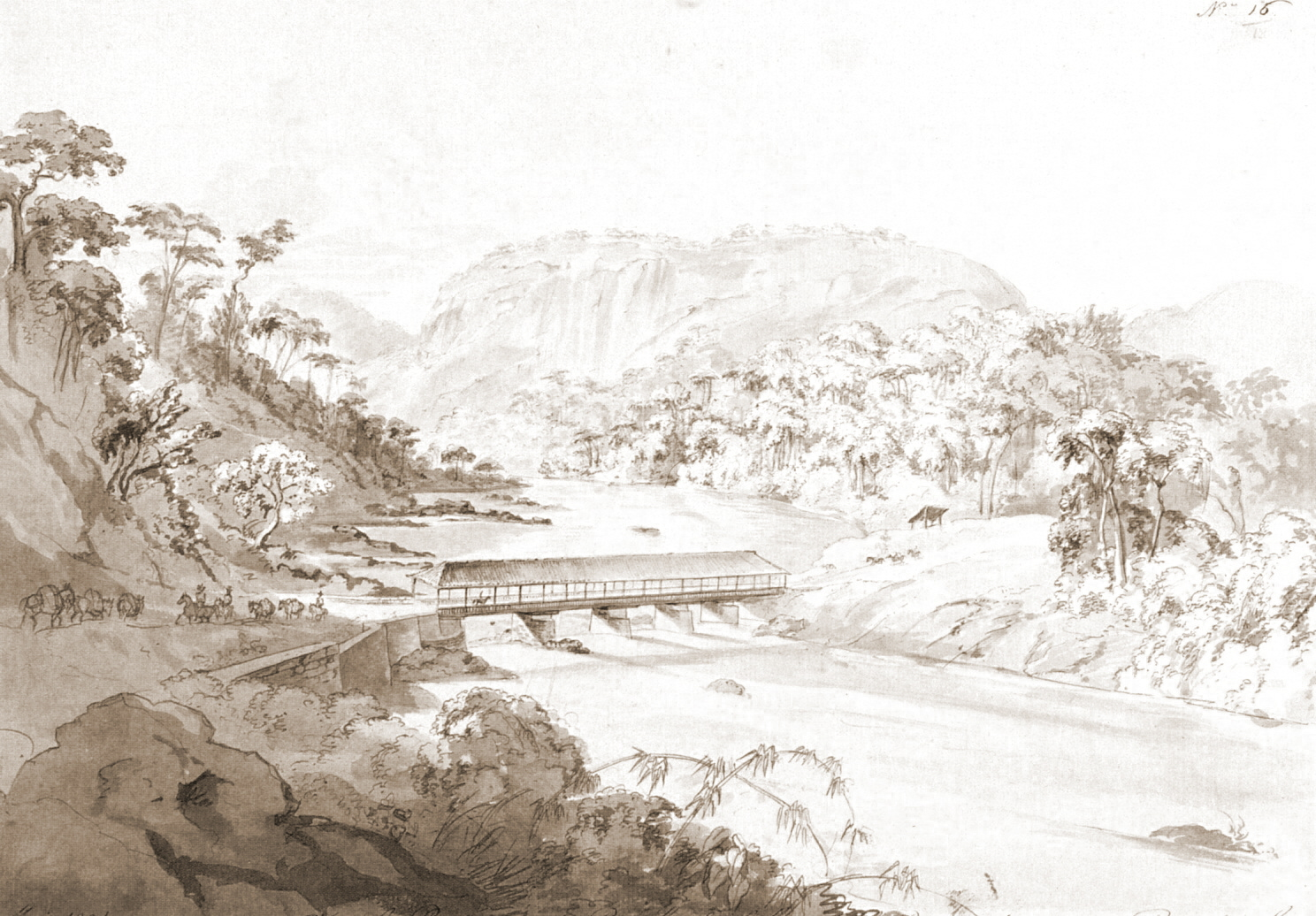
La rivière Paraíba do Sul marque la frontière entre les provinces de Rio de Janeiro et du Minas Gerais.

Le cabinet de la coalition libérale-courtisane, formée lors de l'accession au trône de Pierre II, organisa des élections nationales pour la législature de 1842. Les votes s’accompagnèrent de tellement de violences et de fraudes qu'ils furent surnommés élections de la massue (ou élections de la matraque),. Pour Honório Hermeto, cela signifia la perte de son siège de député général après l'échec de sa réélection. L'existence du cabinet libéral-courtisan fut cependant de courte durée et tous ses ministres finirent par démissionner. Le 23 mars 1841, un nouveau cabinet fut assemblé autour d'Aureliano Coutinho de la faction courtisane et d'autres ministres issus du parti réactionnaire.
À la suite du retour du parti réactionnaire au gouvernement, Honório Hermeto fut nommé par Pierre II au prestigieux conseil privé. En mai 1842, suivant l'avis du conseil privé, Pierre II dissout la nouvelle chambre des députés élue lors des élections frauduleuses de 1840 avant qu'elle n'ait pris ses fonctions,. Au lieu de chercher à se faire réélire à la chambre des députés, Honório Hermeto brigua un siège de sénateur et étant parmi les trois candidats ayant rassemblé le plus de votes, l’empereur le nomma sénateur du Minas Gerais à la fin de l'année 1842. Il prit ses fonctions le 2 janvier 1843 et se retrouva assis à côté de son rival, Aureliano Coutinho, qui avait été élu sénateur de la province d'Alagoas. Ayant déjà sécurisé deux postes à vie (conseiller et sénateur), Honório Hermeto fut nommé le 4 novembre 1841 en tant que président (gouverneur) de la province de Rio de Janeiro et il prit ses fonctions le 1er décembre.
La perte du pouvoir ulcéra les libéraux qui organisèrent des soulèvements dans les provinces de São Paulo, du Minas Gerais et de Rio de Janeiro en mai et juin 1842,. Les rebelles allèrent jusqu'à arrêter et retenir en otage le père et l'oncle (qui était également son beau-père) de Honório Hermeto. En tant que président, il prit le commandement de la garde nationale de la province pour répliquer. Le 1er juillet, il avança avec ses tropes vers Ouro Preto où, après avoir vaincu les rebelles, il libéra son père et son oncle. Il y rejoignit les forces de Luís Alves de Lima e Silva (alors baron et plus tard duc de Caxias) qui commandait la garde nationale de São Paulo et du Minas Gerais et était également marié à une cousine éloignée de Honório Hermeto. Les derniers rebelles furent facilement battus et à la fin du mois d’août, les soulèvements avaient été réprimés. Parmi les chefs rebelles figuraient l'ancien régent, Feijó, qui fut arrêté et décéda peu après en 1843. Le voyage de retour d'Honório Hermeto du Minas Gerais à Rio de Janeiro fut accompagné de nombreuses célébrations et manifestations de joie de la part des autorités et de la population des districts traversés.

### Première présidence du conseil des ministres

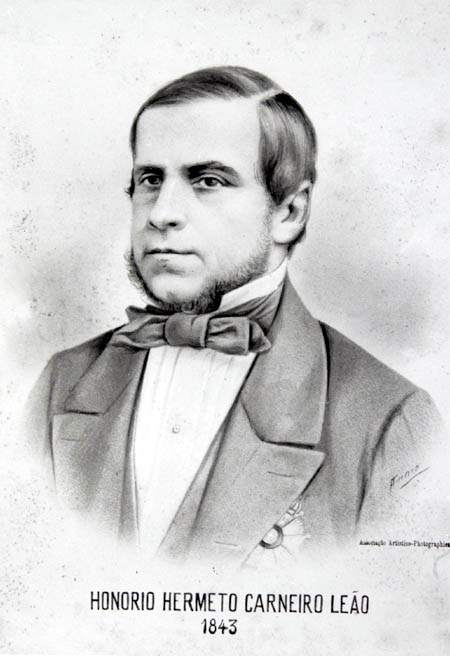
Honório Hermeto Carneiro Leão à l'âge de 42 ans, 1843

Vers la fin de l'année 1843, le parti réactionnaire fut renommé en parti de l'ordre pour le distinguer de ce que les réactionnaires considéraient comme des libéraux "indisciplinés". Les membres du parti de l'ordre devinrent connus sous le nom de saquaremas. Le nouveau nom reflétait également la maturation des principes que le parti avait longtemps défendu : libéralisme, exceptionnalisme, protection de l'autorité de l'état et d'une monarchie parlementaire représentative. Le 20 janvier 1843, Pierre II nomma Honório Hermeto à la tête d'un nouveau cabinet. En choisissant personnellement ses membres, Honório Hermeto devint de facto le premier premier ministre. Auparavant, l'empereur et les régents avaient toujours désigné les membres du cabinet. Quatre ans plus tard, suivant le précédent d'Honório Hermeto, la fonction de premier ministre fut formellement introduite sous le titre de "président (premier ministre) du conseil des ministres".
Un an plus tard, en janvier 1844, Honório Hermeto demanda à l'empereur de démettre de ses fonctions l’inspecteur des douanes de Rio de Janeiro, Saturnino de Sousa e Oliveira Coutinho, un frère cadet d'Aureliano Coutinho,,. Honório Hermeto avait été dans la même promotion universitaire qu'Aureliano Coutinho et Saturnino Coutinho à Coimbra dans les années 1820. Cette relation tendue avec Aureliano Coutinho n'était pas uniquement liées à des rivalités politiques entre ces deux hommes ambitieux. Honório Hermeto nourrissait une haine viscérale à son encontre du fait de son rôle dans la tentative de coup d'état de 1832 et dans le gouvernement de majorité. Honório Hermeto demanda à nouveau le licenciement de Saturnino Coutinho à la fin du mois de janvier et lorsque sa demande fut rejetée, il déclara « un garçon n'a pas le droit de se moquer des hommes épuisés par le service à la nation même si ce garçon est l’empereur ». Pierre II fut offensé et refusa fermement de démettre Saturnino Coutinho,,.
Au lieu d'accepter la décision de l'empereur, Honório Hermeto présenta sa démission ainsi que celle de ses collègues. Surpris par ce comportement, l'empereur déclara plus tard au sujet de l'incident : « Paraná não se curvava! » ("[Honório Hermeto, marquis de] Paraná ne s'incline pas !"),,. Pierre II demanda aux libéraux de former un nouveau cabinet. Durant l'essentiel des cinq années suivantes, Honório Hermeto et son parti de l'ordre furent dans l'opposition face aux libéraux et à la faction courtisane. Pour les saquaremas, cela signifiait subir « de nouvelles élections, des résultats truqués, des représailles partisanes et des changements politiques ». Seuls quelques saquaremas parvinrent à conserver leur siège à la chambre des députés durant cette période. Toute la responsabilité de ce désastre fut imputée à Honório Hermeto qui perdit une grande partie de son influence au sein du parti même si Vasconcelos était le seul membre du parti de l'ordre à avoir les qualifications pour le défier.

## Missions spéciales

### Praieira

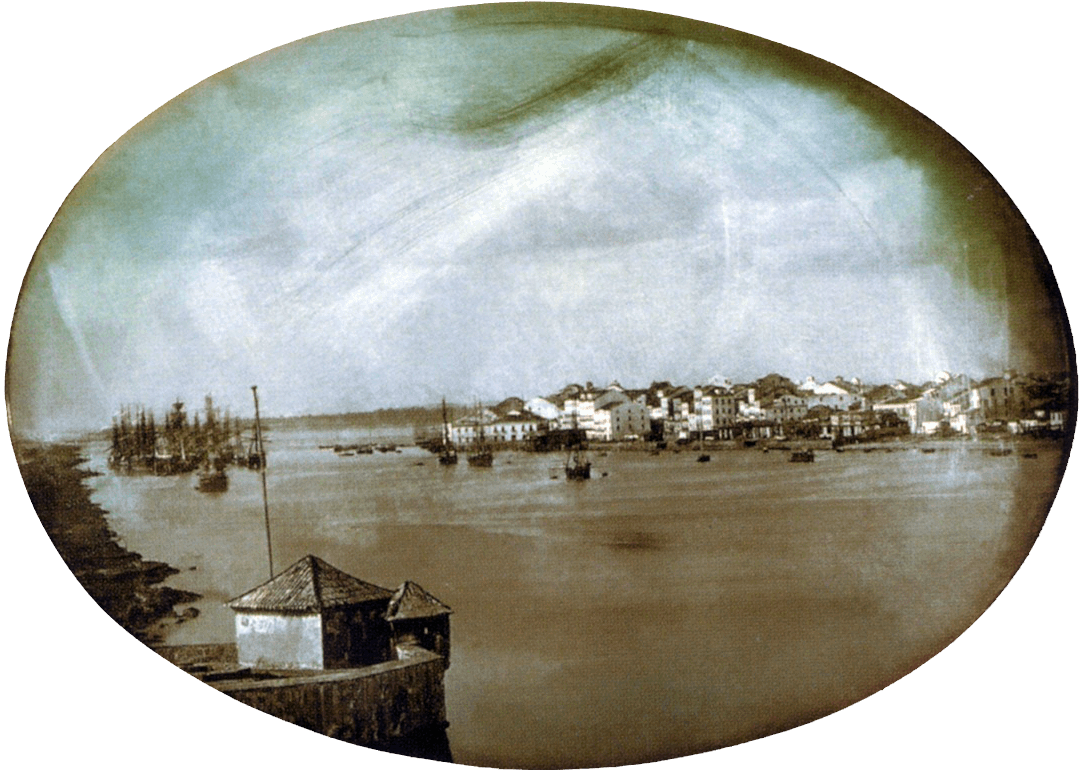
Recife, la capitale du Pernambouc, deux ans après la fin de la révolution de Praieira.

L'alliance libérale-courtisane eut un contrôle quasi absolu sur la politique brésilienne durant plusieurs années. En 1847, Pierre II avait cependant progressivement démis de leurs fonctions des membres influents de la faction courtisane. L'influence d'Aureliano Coutinho fut anéantie après que l'empereur l'eut implicitement exclu du processus de décision politique. Le monarque se tourna ensuite vers les libéraux et de 1844 à 1848, le pays connu plusieurs cabinets libéraux successifs tous ravagés par des divisions internes. Pierre II demanda ensuite au parti de l'ordre de former un nouveau cabinet en septembre 1848,,.
L'accession au pouvoir des saquaremas entraîna une purge des libéraux qui avaient été nommés à des postes exécutifs et judiciaires aux niveaux nationaux, provinciaux et locaux comme cela était la norme de l'époque lorsqu'un nouveau parti était appelé à former un gouvernement. La faction la plus radicale des libéraux de la province de Pernambouc, appelée Partido da Praia (parti de la plage), s'était ouvertement préparé à une révolte et à une reprise du pouvoir par la force. La révolte fut cependant d'une ampleur limitée et fut écrasée en février 1849,. Honório Hermeto fut nommé président de la province du 2 juillet 1849 au 8 mai 1850 avec pour mission de pacifier la région en évitant les représailles et en défendant un procès équitable de tous les rebelles. Il avait observé les effets qu'avaient eu l'ostracisme, de la part de Pierre II et des autres chefs saquaremas, sur la carrière de Vasconcelos. Honório Hermeto accepta donc le poste, impatient de « regagner les faveurs de l'empereur et de renforcer sa position au sein du parti ».
Il fut démoralisé par ce qu'il vit au Pernambouc, une province éloignée de la capitale impériale mais l'une des plus importantes du pays. Les chefs politiques locaux étaient alignés avec le parti de l'ordre ou le parti libéral mais ces affiliations étaient essentiellement nominales. Les oligarques locaux luttaient entre eux pour le pouvoir depuis des siècles. Pour eux, les principes politiques, comme ceux défendus par les chefs nationaux du parti de l'ordre, ne signifiaient pas grand chose ; leurs ambitions politiques se concentraient sur le clientélisme et l'anéantissement de leurs rivaux locaux. Honório Hermeto se trouva emmêlé dans cette lutte de pouvoir entre les planteurs aristocratiques qui cherchaient à contrôler les affaires provinciales.

### Guerre de la Plata

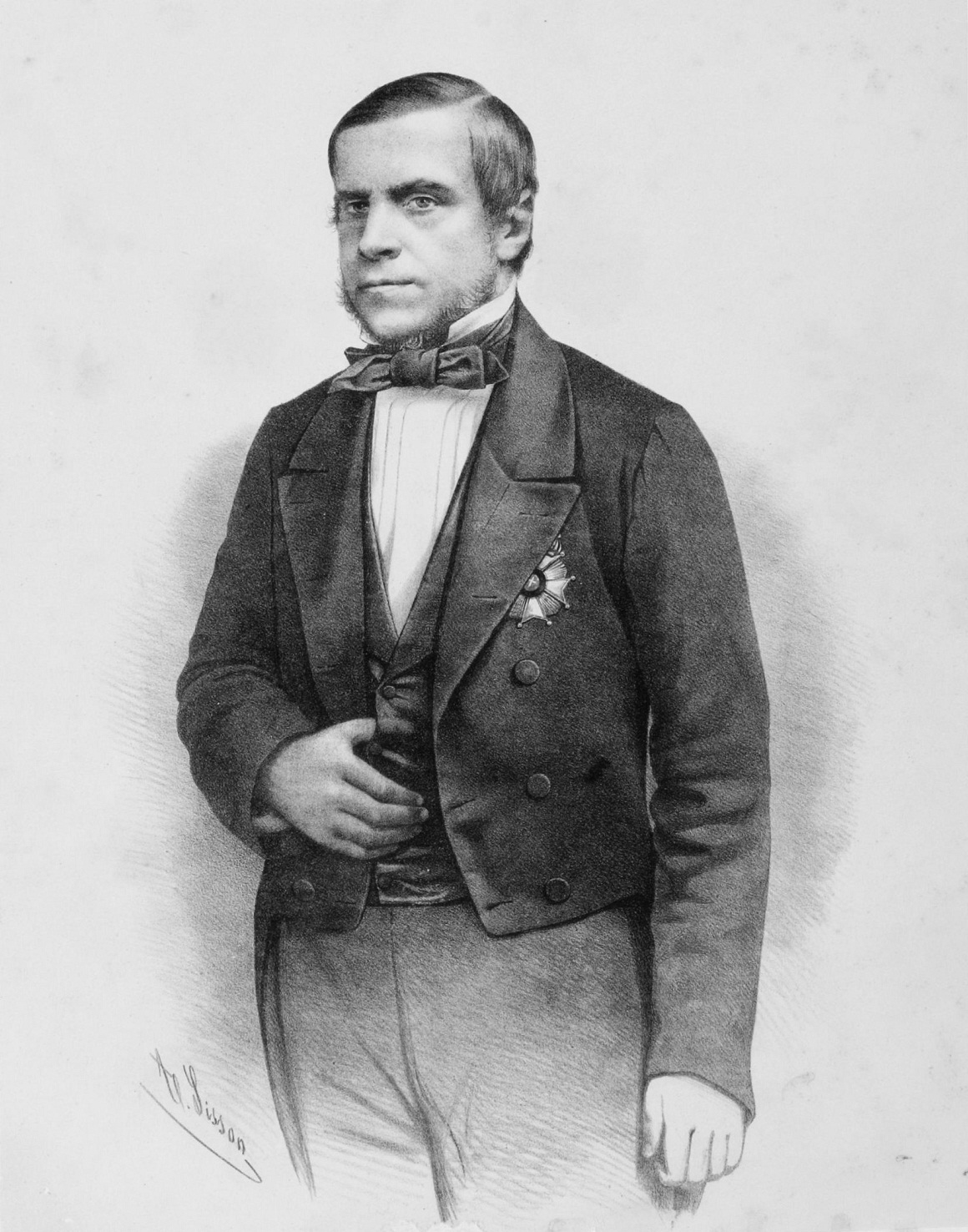
Portrait d'Honório Hermeto Carneiro Leão vers 1855.

Au milieu de l'année 1850, Honório Hermeto rentra à Rio de Janeiro après plusieurs mois dans le Pernambouc qu'il avait jugés atroces. Être nommé président d'une province aurait été considéré comme une grande réussite pour un jeune homme politique mais cela n'apportait rien à la réputation d'un homme politique expérimenté et membre fondateur de son parti. Au lieu d'être au centre du pouvoir, il fut mis dans la position humiliante de présenter sa candidature au sein d'un cabinet composé d'hommes moins expérimentés comme Joaquim José Rodrigues Torres, Paulino José Soares de Sousa (un collègue de Honório Hermeto et de Rodrigues Torres à Coimbra) et Eusébio de Queirós. Il lui fut particulièrement désagréable d'être subordonné à Paulino Soares et Eusébio de Queirós qui avaient été ses protégés durant les années 1830. Durant son mandat dans le Pernambouc, les actions de Honório Hermeto avaient fréquemment été jugées et annulées par le cabinet et Eusébio de Queirós menait souvent les critiques.
Comme le Brésil avait été pacifié après la dernière révolte (celle de Praieira), le gouvernement brésilien se concentra sur la montée des tensions avec son voisin méridional, la Confédération argentine. Paulino Soares, le ministre des affaires étrangères, décida de forger des alliances avec l'Uruguay et le Paraguay qui s'inquiétaient également des ambitions de Juan Manuel de Rosas, le dictateur de la Confédération argentine. Une armée commandée par le duc de Caxias entra en Uruguay en septembre 1851,. Un an après son retour du Pernambouc, Honório Hermeto fut nommé ministre plénipotentiaire spécial pour la région de la Plata par Paulino Soares. Le 12 octobre 1851, Honório Hermeto et un émissaire uruguayen signèrent un traité à Rio de Janeiro pour fixer la frontière entre le Brésil et l'Uruguay. L'accord prévoyait que l'Uruguay renonçait à certaines revendications en échange du soutien brésilien dans la guerre contre l'Argentine.
Honório Hermeto se rendit à Montevideo, la capitale de l'Uruguay, le 23 octobre. Parmi ses assistants triés sur le volet, il choisit José Maria da Silva Paranhos (plus tard vicomte de Rio Branco) pour l'accompagner. Paranhos était un jeune homme brillant qui avait été membre du parti libéral et un protégé d'Aureliano Coutinho. Ce choix surprenant était un signal d'indépendance clair à destination de ses collègues du cabinet. Le 21 novembre, Honório Hermeto signa un traité d'alliance avec l'Uruguay et les provinces argentines rebelles d'Entre Ríos et de Corrientes,. Le 3 février 1852, les alliés battirent Rosas qui s'enfuit au Royaume-Uni,. En récompense pour son rôle, l'empereur accorda à Honório Hermeto le titre de Visconde de Paraná (vicomte de Paraná) en juillet 1852. Le titre était issu du Paraná, un affluent du Río de la Plata, sur lequel la liberté de navigation avait été autorisée pour les navires brésiliens à la suite de la chute de Rosas,.

## Cabinet de conciliation

### Seconde présidence du conseil des ministres

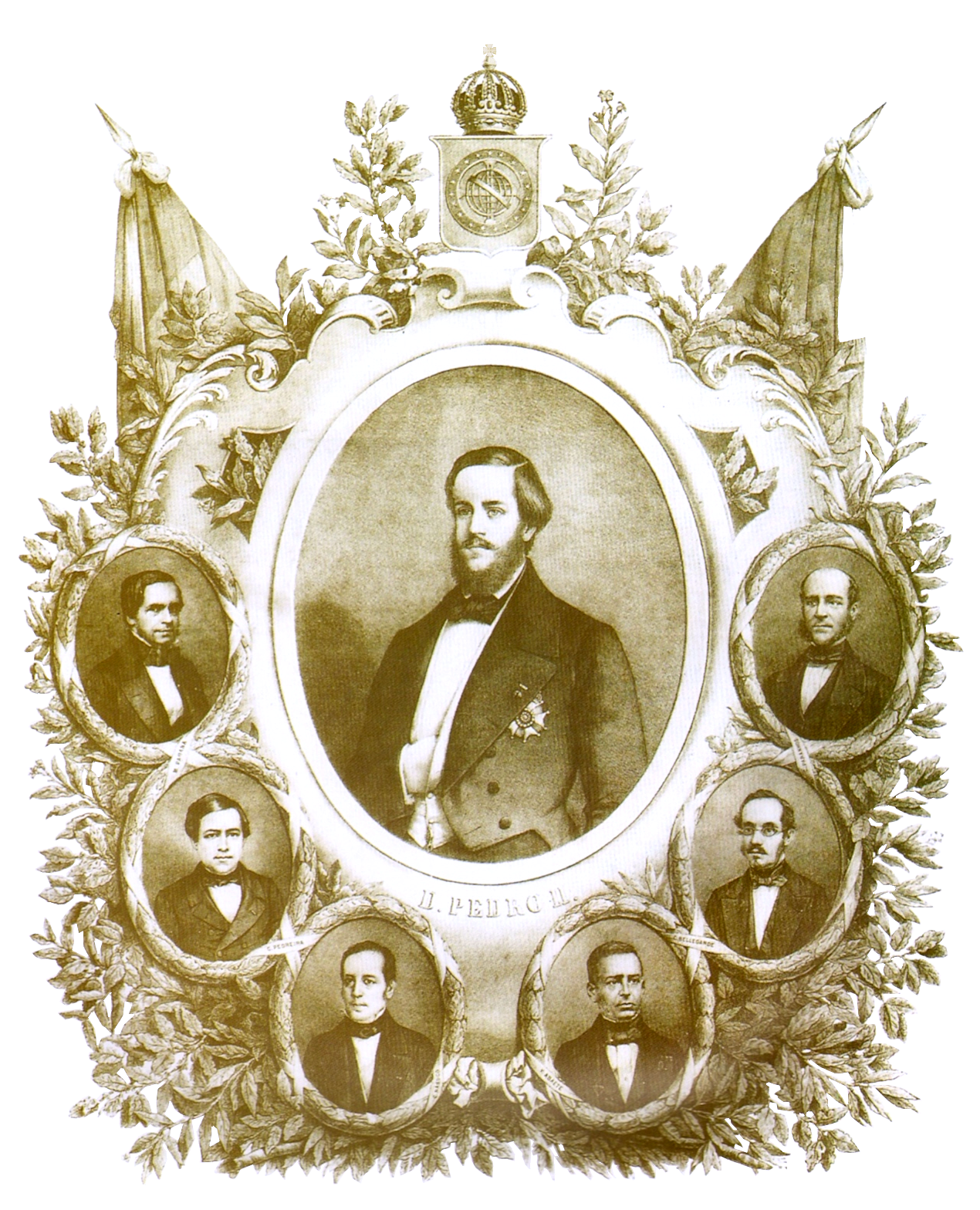
Le cabinet de conciliation. L'empereur Pierre II est au centre ; Paraná est à l’extrême-gauche et José Paranhos est à l’extrême-droite.

Après plusieurs années de frustration, Honório Hermeto (ou Paraná comme il devint connu) avait largement recouvré le prestige dont il jouissait auparavant auprès de ses collègues. Il avait vendu le commerce esclavagiste de son oncle et avait utilisé l'argent pour devenir propriétaire d'une plantation de café en 1836, située dans les collines entre Rio de Janeiro et le Minas Gerais,. Bien que Paraná se soit fermement opposé à l'abolition du commerce triangulaire avec l'Afrique, l'importation d’esclaves fut interdite en 1850 par la loi Eusébio de Queirós. Cette interdiction ne semble pas avoir eu d'impact sur les affaires de Paraná qui était, en 1852, un homme très riche. Il avait également marié son fils Honório à une nièce de Rodrigues Torres établissant ainsi un lien entre sa famille et l'aristocratie foncière de Rio de Janeiro.
Vers 1853, l'ancien parti de l'ordre devint connu sous le nom de parti conservateur. Le 6 septembre 1853, Pierre II convoqua Honório Hermeto au palais de Saint-Christophe et lui demanda de former un nouveau cabinet,. Au bout de dix ans, les deux hommes avaient fait la paix entre eux. L'empereur souhaitait faire appliquer son ambitieux programme : le conciliação (conciliation) et le melhoramentos (développements matériels),. Les réformes de Pierre II étaient destinées à réduire les querelles politiques et à développer les infrastructures économiques. Plutôt que de créer un gouvernement mené par le parti conservateur, l'empereur avait nommé le chef des conservateurs « pour mener une réforme de l'administration non-partisane afin de réaliser les développements matériels, ».
Paraná choisit des hommes politiques qui avaient peu, ou pas, de liens avec les saquaremas pour composer son cabinet. Ces hommes étaient soit plus loyaux envers l'empereur qu'envers le parti, soit des membres trop jeunes du parti conservateur pour qu'ils aient eu le temps de tisser des liens avec les anciens saquaremas soit des anciens libéraux qui avaient rejoint le parti conservateur après la révolution de Praieira. Deux anciens libéraux entrèrent au cabinet dont Paranhos pour lequel Paraná avait sécurisé un siège à la chambre des députés. D'autres nomination allèrent à des saquaremas dont la fidélité envers l'empereur ne faisait aucun doute. Parmi eux figuraient Caxias, avec lequel Paraná avait développé une bonne relation professionnelle et une forte amitié. La loyauté de ce "cabinet de conciliation" allait à Pierre II et à Paraná plutôt que vers le parti conservateur. Le cabinet représentait donc un changement par rapport aux vues réactionnaires de l'ancien parti de l'ordre mais il conservait néanmoins son soutien.

### Réforme électorale

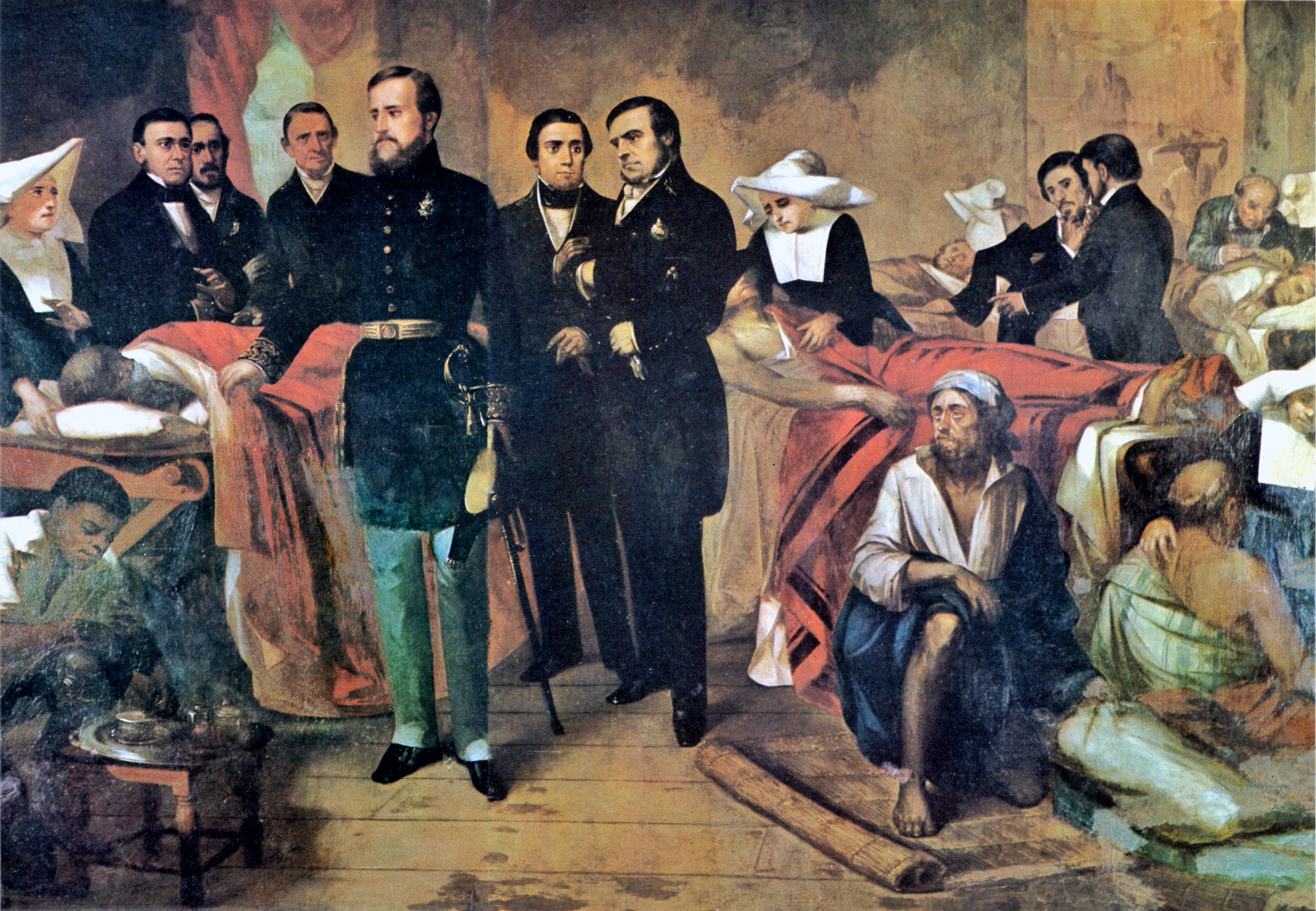
Pierre II (gauche), Honório Hermeto (centre) et d'autres ministres rendent visite à des victimes du choléra, 1855.

Formé à la fin de l'année 1853, le cabinet de conciliation ne rencontra le parlement que lorsqu’il se rassembla en mai 1854. Paraná présenta une loi pour réformer le code de procédure criminel qui avait déjà été réformé en 1841. Pour rassembler des soutiens, Paraná alla jusqu'à soutenir des candidats libéraux lors des élections provinciales de 1854. L'opposition de nombreux saquaremas à cette réforme judiciaire fut telle que Paraná (qui avait été élevé de vicomte à marquis à la fin de l'année 1854) fit marche arrière et retira implicitement le texte de loi.
Presque simultanément, il présenta un projet de réforme électoral qui fut également vigoureusement combattu par les saquaremas. L'historien Jeffrey D. Needell avance que les saquaremas « l'avait vu, un de leurs principaux chefs, choisir un cabinet d'hommes relativement faibles qu'il pouvait dominer. Ils virent une attaque explicite sur le parti de gouvernement et sur les accords partisans utilisant uniquement le clientélisme pour rassembler des soutiens. Ils voyaient que la loyauté des ministres allait principalement vers Paraná, l'empereur et à une approche non-partisane du clientélisme (ce qui ipso facto, sapait leur parti et renforçait le cabinet) ». Les Saquaremas eurent du mal à accepter que l'aide du cabinet soit déviée, dans une tentative pour rassembler un plus large soutien en faveur des actions du cabinet, vers les candidats libéraux lors des élections provinciales et générales.
Durant son mandat dans le Pernambouc, (1849-1850), Paraná avait constaté de ses propres yeux comment les principes du parti étaient jugés inutiles et étaient ignorés aux niveaux provinciaux et locaux. Un cabinet pouvait obtenir le soutien des chefs locaux pour ses candidats nationaux grâce au seul clientélisme. Paraná n'avait donc pas besoin du soutien des saquaremas car il le trouvait ailleurs. Tout au long de sa vie, Paraná était parvenu à mettre de côté ses rancunes lorsque cela pouvait jouer à son avantage. Comme Eusébio de Queirós dit de Paraná, « comme tous les hommes de fort tempérament, il a plus tendance à exagérer sa générosité envers ses ennemis vaincus qu'à faire des concessions pour conquérir des alliés ».

### Apogée et mort

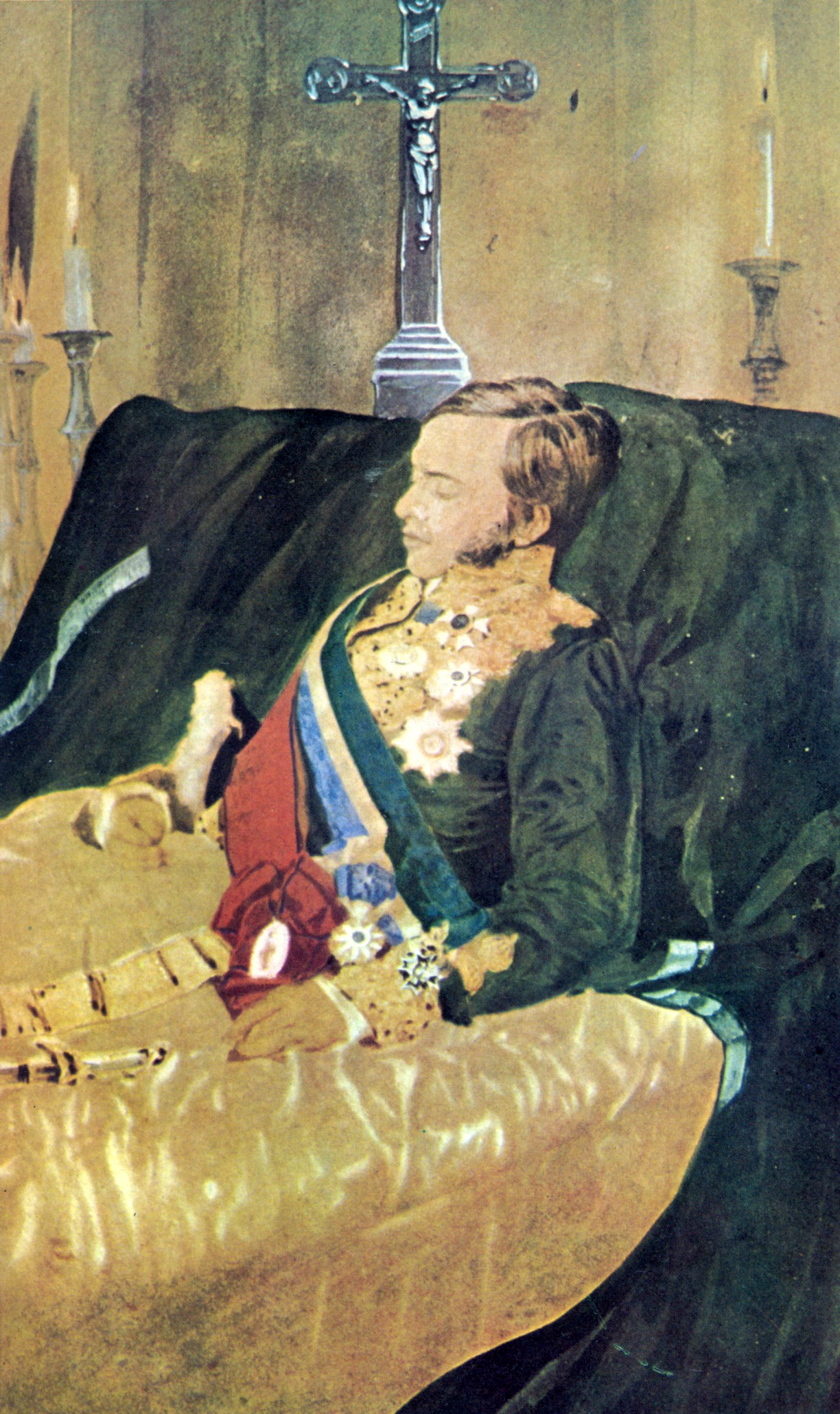
Le marquis de Paraná sur son lit de mort, 1856.

Finalement, le sénat et la chambre des députés approuvèrent à une courte majorité la réforme électorale qui devint connue sous le nom de Lei dos Círculos (loi des cercles). La majorité des saquaremas votèrent contre la loi. Paraná fut victorieux car en tant que fondateur et chef du parti conservateur, il « avait un charisme énorme et une large clientèle à la chambre » et qu'il « pouvait (et fit) distribuer du pouvoir, du prestige et des postes ». Certains saquaremas votèrent en faveur de la loi de peur que si cabinet tombait, l'empereur ne se tourne vers les libéraux et qu'ils ne perdent leurs positions. D'un autre côté, les libéraux soutinrent la réforme pour affaiblir un peu plus le parti conservateur déjà divisé.
La réforme électorale donna à Paraná un pouvoir inattaquable sur le cabinet et le parlement. En septembre 1855, Paraná était devenu le personnage le plus puissant de l'empire juste derrière l'empereur. Il fut surnommé El Rei Honório (Honório le roi) par ses ennemis,. Il ne vécut cependant pas suffisamment longtemps pour profiter de sa suprématie. À la fin du mois d’août 1856, ulcéré par un discours injurieux de Pedro de Araújo Lima (ancien régent à la fin des années 1830) au sénat, Paraná se leva pour répondre. Alors qu'il parlait, Paraná s'effondra de douleur. Son état se dégrada durant plusieurs jours et dans un délire causé par la fièvre, il se croyait en train de répondre à Olinda. Ses derniers mots furent « Scepticisme... le noble sénateur... patrie... liberté, ». Il mourut le 3 septembre 1856 à 7 h 15. La cause de sa mort est incertaine car les médecins ne purent s'accorder si la maladie était la conséquence d'une hépatite, d'une pneumonie, d'une maladie du foie, des poumons, des intestins ou de quelque chose d'autre.
Pierre II se lamenta de la mort de Paraná et déclara, « Je ne vois personne qui possède l'énergie dont était doté feu le marquis et qui était associée à des talents hors du commun même s'ils étaient peu raffinés ». Sa mort eut un impact profond sur le gouvernement et le peuple brésilien. Il fut honoré par une grande procession funéraire à laquelle assista une large foule, un événement rare au Brésil,. Il fut inhumé au Cemitério São João Batista (cimetière de Saint Jean le Baptiste) de la ville de Rio de Janeiro.

## Héritage
Au début de l'année 1850, Paraná avait vu ses deux principaux adversaires, Aureliano Coutinho et Feijó, et leurs factions politiques disparaître alors qu'il accédait au pouvoir. Eusébio de Queirós, son principal rival au sein du parti conservateur, avait tenté de regrouper les sasquaremas contre son projet mais avait échoué. Eusébio de Queirós et Paraná poursuivirent leur lutte pour le pouvoir durant les débats au sénat et finalement, Paraná en sortit victorieux. Son succès se fit au prix de l'affaiblissement et de la division de son parti. Les conséquences de la loi des cercles furent également très importantes. En théorie, les réformes électorales et judiciaires défendues par Paraná, en limitant la corruption, devaient permettre des élections plus justes. En réalité, ce fut l'opposé qui se produisit ; les falsifications des partis politiques furent simplement remplacés par une plus grande intervention du cabinet. Paraná savait probablement que la réforme, telle quelle, avait le potentiel de causer plus de mal que de bien car elle lui donnait un contrôle sans précédent sur les politiques nationales. Selon Needell, « Paraná a bien pu voir le cabinet et sa victoire comme une revanche sur ses rivaux politique et son monarque, son triomphe politique après la démission de 1844, le statut de second rang et le mépris des saquaremas de 1850 ».
Depuis sa mort, Paraná a reçu les louages des historiens pour ses réussites politiques même si les conséquences néfastes de sa réforme électorale ont généralement été ignorés jusqu'à récemment. Cet oubli peut être vu dans les écrits de nombreux écrivains et historiens renommés depuis le XIXe siècle. L'homme politique conservateur et écrivain José Martiniano de Alencar qualifia Paraná d'« homme d'état distingué ». L'écrivain Joaquim Manuel de Macedo déclara que « le marquis de Paraná était un homme politique bien adapté aux grandes crises étatiques et à une époque de nombreuses et dures luttes politiques ». Joaquim Nabuco résuma sa personnalité comme celle d'un homme « fait non seulement pour dominer mais également pour mener ». José Maria da Silva Paranhos Júnior le considérait comme un « homme d'état illustre ». Euclides da Cunha le qualifia de « grand homme » qui « délimita une extension décisive de notre histoire constitutionnelle, ».
De nombreux historiens louèrent Paraná. Maurílio de Gouveia le considérait comme un homme d'état qui se révéla « lui-même à la postérité comme un exemple de ténacité, d'énergie, de patriotisme et d'honneur ». Pour Heitor Lira, Paraná « fut l'un des piliers responsables de la stabilité politique du règne de Pierre II. Sa politique de conciliation mit fin à une période de révoltes et mena à l'apparition d'une nouvelle génération d'hommes politiques monarchistes élevés dans l'école de la tolérance, du respect mutuel et de l’intérêt public », qui produisit « l’environnement constitutionnel où les deux grands partis [politiques] de la Monarchie pouvaient prendre le pouvoir chacun leur tour sans exclure l'autre ». Fernando da Cruz Gouvêa l'appela « un authentique homme d'état ». Aldo Janotti considérait que Paraná, ainsi que Vasconcelos, avaient été responsables du maintien de l'unité brésilienne et avaient empêché son démembrement territorial. Selon Hermes Vieira, il était un « grand homme d'état ». L'historien Hélio Viana écrivit « de tous les hommes politiques du Brésil impérial, il ne fait aucun doute qu'Honório Hermeto Carneiro Leão, marquis de Paraná est celui qui mérite d'être appelé homme d'état ». Ronaldo Vainfas le considère comme le plus grand homme d'état de l’histoire brésilienne impériale.

## Titres et honneurs

Armoiries du marquis de Paraná : Écartelé des armoiries des familles Leão et Carneiro (mouton). Sa devise était Cor unum via una ("une passion, un chemin").

### Noblesse
- Vicomte de Paraná le 26 juin 1852[189]
- Marquis de Paraná le 2 décembre 1854[195]

### Autres
- Membre du Conseil privé
- Membre de l'Institut historique et géographique brésilien[159]
- Provedor (intendant) de la Santa Casa de Misericórdia (Sainte Maison de la Miséricorde) dans la ville de Rio de Janeiro (1854-1856)[196]

### Honneurs
- Grand-Croix de l'Ordre brésilien du Christ décerné le 18 mars 1851[197]
- Grand-Croix de l'Ordre portugais de Notre-Dame de l'Immaculée Conception de Vila Viçosa décerné le 26 janvier 1856[197]
- Grand-Croix de l'Ordre de l'Aigle blanc russe[197]
- Officier de l'Ordre national de la Croix du Sud brésilien décerné le 10 août 1841[197]
- Officier de l'Ordre de la Rose brésilien[159]